# 圣塞罗坦
圣塞罗坦（法語：Saint-Sérotin，法語發音：[sɛ̃ seʁɔtɛ̃]）是法国勃艮第-弗朗什-孔泰大区约讷省的一个市镇，属于桑斯区。

## 地理
圣塞罗坦（48°14'50"N, 3°9'28"E）面积14.1 平方千米，位于法国勃艮第-弗朗什-孔泰大區约讷省，该省份为法国中北部内陆省份，西接卢瓦雷省，西北接塞纳-马恩省，南至涅夫勒省，东临科多尔省，东北与奥布省接壤。
与圣塞罗坦接壤的市镇（或旧市镇、城区）包括：维勒马诺什、维勒布吉、布拉奈、利克西、纳伊、约讷河桥村、维勒佩罗。

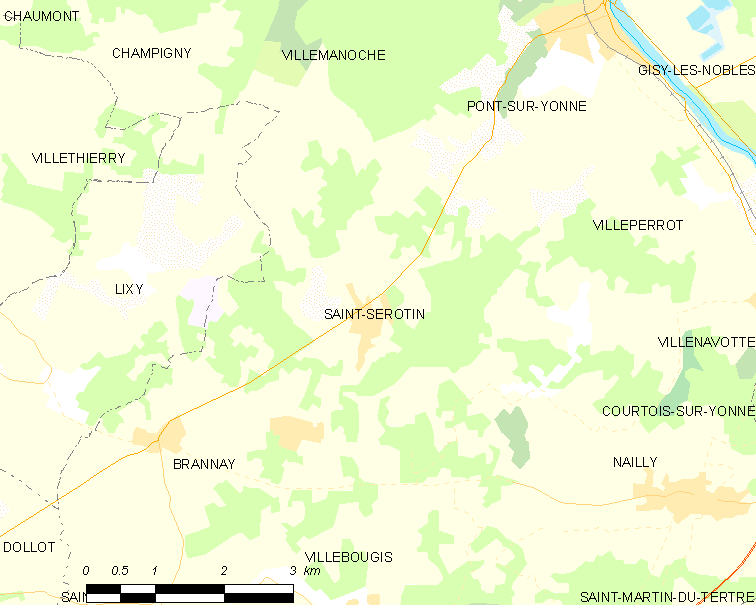
圣塞罗坦的OSM定位图

圣塞罗坦的时区为UTC+01:00、UTC+02:00（夏令时）。

## 行政
圣塞罗坦的邮政编码为89140，INSEE市镇编码为89369。

## 政治
圣塞罗坦所属的省级选区为约讷河桥村县。

## 人口

1962-2008年间圣塞罗坦人口变化图示

圣塞罗坦于2022年1月1日时的人口数量为597人。